# Macchina a controllo numerico

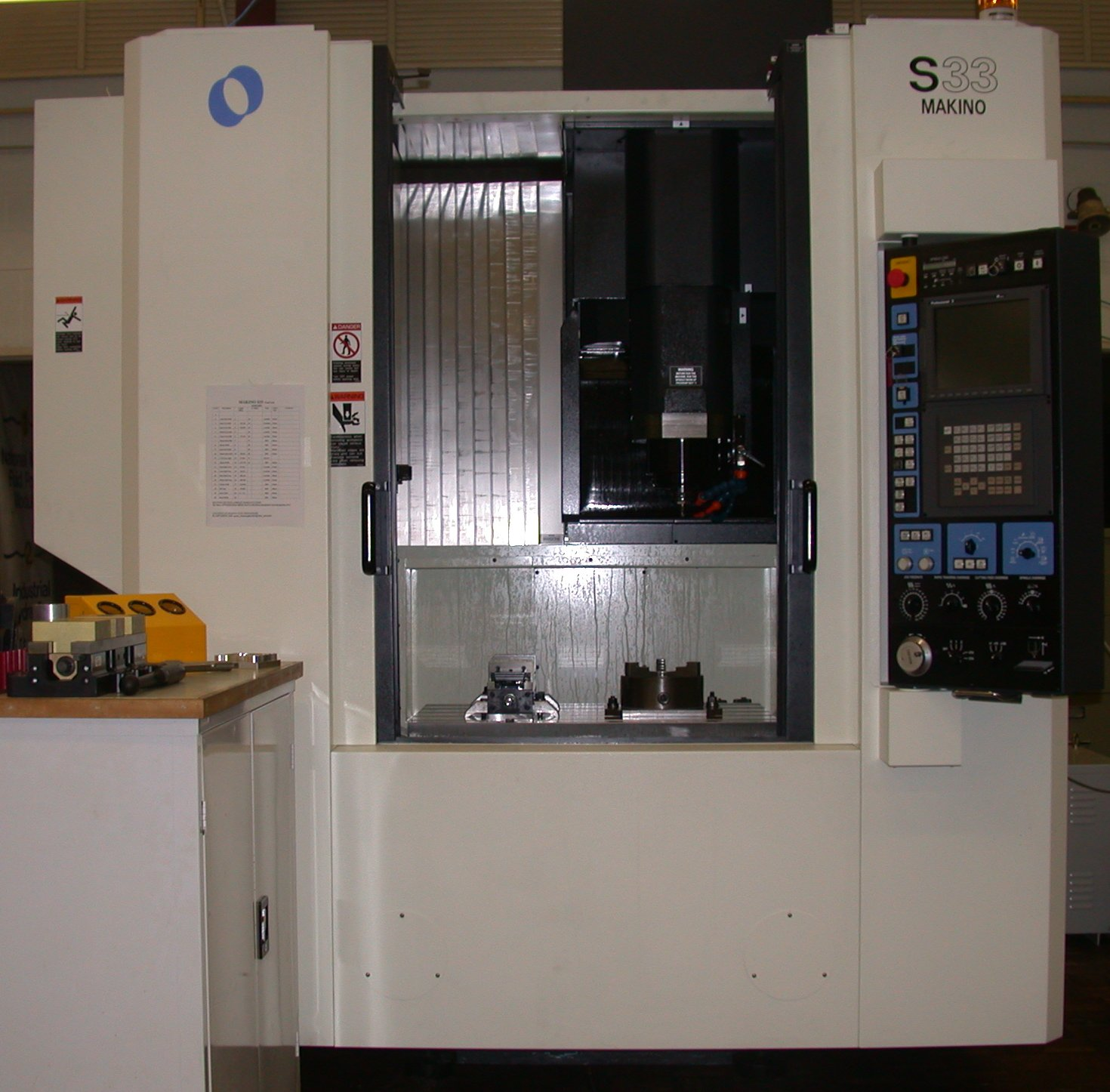
Centro di lavoro Makino

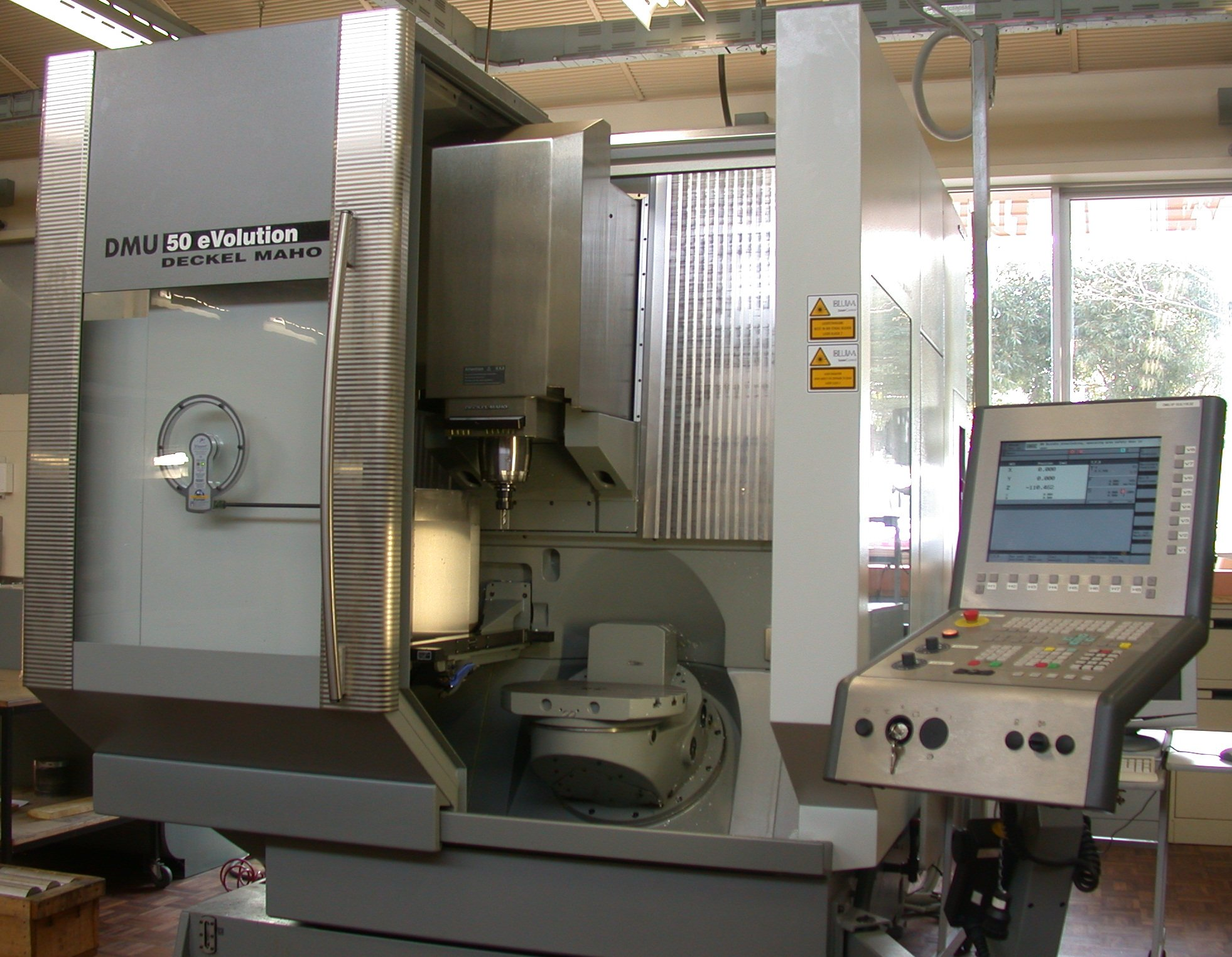
Macchina CNC a 5 assi Deckel Maho

Le macchine a controllo numerico (MCN), in lingua inglese computerized numerical control machine, sono macchine utensili che utilizzano un controllo numerico computerizzato. Fino agli anni ottanta erano usate solo per lavorazioni ad alta precisione, sono oggi molto diffuse e impiegate in quasi ogni campo della meccanica. La tecnologia delle macchine CNC ha coperto un po' tutti i rami della meccanica e non solo; le macchine a CNC più comuni sono presse piegatrici, punzonatrici, torni, fresatrici, saldatrici e macchine di taglio lamiera (laser, ossitaglio, plasma, a getto d'acqua, ecc.). Esse rappresentano l'evoluzione delle macchine CN, perché permettono il controllo numerico diretto da un computer esterno (CNC). Vista l'estrema versatilità e precisione, le applicazioni delle tecnologie CNC sono state adottate anche in molti altri settori produttivi: falegnameria, sartoria, veleria, tappezzeria, confezionamento, movimentazione merci; esistono macchine CNC per marcare, tagliare, saldare, modellare, cucire, posizionare, misurare.

## Capacità delle macchine CNC
I vantaggi delle macchine CNC su quelle manuali sono i tempi di lavoro molto ridotti e la precisa ripetibilità della lavorazione, che permette di abbassare molto i costi unitari e ottenere una qualità superiore e uniforme. Se adeguatamente installate e attrezzate, le migliori macchine CNC per lavorazioni metalliche possono produrre pezzi identici entro un millesimo di millimetro di tolleranza (un micron, lo spessore di circa 4000 atomi di ferro); una macchina CNC di media qualità può fare lo stesso tenendosi entro un centesimo di millimetro.
Questi vantaggi vengono amplificati nel caso di parti con grandi superfici curve complesse, come giranti idrauliche o di compressori, palette di turbine, scarichi idrodinamici, o magari copia di sculture artistiche: in questo caso il guadagno di velocità e precisione rispetto alla produzione manuale è veramente incolmabile. 
Lavorazioni realizzate su queste macchine possono anche arrivare ad essere indistinguibili ad un occhio non espertissimo rispetto a oggetti d'arte realizzati a mano.
L'utilizzo di queste macchine consente di ottenere superfici estremamente lisce, di altissima precisione, in modo rapido, automatizzato e ad un costo estremamente contenuto. Le migliori macchine CNC arrivano a una precisione di un decimillesimo di millimetro (100 nanometri).
Le macchine CNC più avanzate sono dotate di testate orientabili (assi inclinabili) in grado di ruotare giroscopicamente lungo due assi.
Questo consente di inclinare l'utensile rispetto a tutti i piani di lavoro rendendo possibile realizzare figure molto complesse anche con forme di tipo organico e difficilmente ottenibili persino con una lavorazione manuale, come ad esempio una cavità con un singolo foro molto stretto ma sufficiente per far passare la fresa. Le teste inclinabili permettono anche di ottimizzare la lavorazione consentendo di lavorare con l'utensile inclinato rispetto al piano d'avanzamento, evitando di utilizzare la parte dell'utensile a velocità zero (centro di rotazione della fresa). Con i controlli numerici più recenti si iniziano ad implementare funzioni di lavorazione avanzata delle superfici, permettendo di lavorare superfici 3D NURBS in modo nativo, senza bisogno di programmi CAM intermedi.
Lo sfruttamento ottimale delle caratteristiche di queste macchine può avvenire attraverso appositi accessori per copiatura e stampi oppure via computer, attraverso una catena di programmi: prima si crea con il CAD un oggetto, che poi viene passato al CAM che si incarica di creare il programma per la realizzazione su una data macchina, e infine il programma viene eseguito dalla macchina creando l'oggetto materiale.
Praticamente tutte le macchine CNC moderne sono "a circuito chiuso" (a catena chiusa o retroazionato): ogni asse è dotato di encoder (encoder rotativi oppure righe ottiche) che permettono al controllo di conoscere in ogni istante la posizione della testa di lavorazione rispetto al pezzo. L'uso di righe ottiche permette il recupero completo dei giochi della trasmissione misurando direttamente e non attraverso i cinematismi la posizione dell'asse e quindi una maggiore precisione di lavoro.

## Assi
Caratteristica principale di queste macchine è il numero di gradi di libertà disponibili, detti assi della macchina. Per le frese sono generalmente 3, 4 o 5, per i torni si va da 2 a 5, le punzonatrici e le macchine per taglio ne hanno generalmente 2 o 3, mentre le pannellatrici (FINN-POWER, Salvagnini...) arrivano a 24 assi. Le piegatrici possono avere fino a 11 assi e sono le macchine "singole" più complesse; le macchine speciali combinate e i grandi portali di lavorazione possono arrivare ad avere anche decine di gradi di libertà o assi diversi.
I tipi più comuni sono
- 2 assi: movimento solo su X e Z. Pezzi limitati a lavorazioni piane senza variazioni di profondità.
- 2.5 assi (due assi e mezzo): si tratta di macchine in grado di operare su tutti e tre gli assi, ma soltanto a passi discreti su uno di essi (generalmente l'asse Z), cioè gestiscono l'interpolazione soltanto su due assi. Sono oggi il tipo più economico.
- 4 e 5 assi: oltre al movimento sui tre assi X,Y e Z si aggiunge l'inclinazione (ed eventualmente la rotazione) del mandrino o di una tavola rotobasculante solidale al piano macchina. Queste macchine possono realizzare praticamente qualsiasi tipo di sagoma purché la forma delle concavità non vada in interferenza con il mandrino. Queste macchine sono molto costose, e vengono usate anche per lavorazioni su pezzi di grandissime dimensioni (turbine, eliche navali, scocche per motori, stampi...)

Nell'industria dei grandi trasporti si usano anche macchine dette "a 8 assi" o "a 10 assi": si tratta di centri di lavoro a due testate indipendenti, in grado di velocizzare le operazioni di lavorazione su pezzi di grandissime dimensioni come gli estrusi di alluminio e acciaio per le casse dei treni o le lamiere degli aerei.

## Anatomia di una macchina CNC
Una normale macchina CNC è costituita in modo molto simile alla sua corrispondente manuale, ma monta alcuni componenti in più:
- degli encoder, che informano il computer di bordo sul movimento e sulla posizione dell'asse su cui sono montati. Esistono sia encoder lineari (righe ottiche) che rotativi; alcuni encoder sono assoluti, cioè riferiscono una misura esatta di posizione, mentre altri sono relativi, cioè dicono soltanto di quanti passi si sta spostando l'asse in moto e in che direzione sta andando.
- dei motori elettrici speciali per controllare il movimento degli assi;
- degli azionamenti, speciali unità che alimentano e controllano il movimento dei motori suddetti. A seconda del tipo di motori (trifase o in corrente continua, con resolver o encoder) e a seconda del tipo di retroazione, l'azionamento sarà più o meno complesso.
- il computer, detto "controllo", che acquisisce i dati dagli encoder e le istruzioni dall'operatore e dal programma, stabilisce la posizione dell'utensile e ne governa gli spostamenti durante l'esecuzione del programma di lavoro. Molto spesso nelle macchine moderne il controllo è diviso in due parti: una a bordo macchina nell'armadio elettrico e una nella consolle dell'operatore, separata ed esterna alla macchina, che si occupa di mostrare a video indicazioni e menu, di ricevere tramite tastiera ordini e programmi CN e di gestire il dialogo con un eventuale computer esterno. Se è possibile governare la macchina da un computer esterno tramite una linea di comunicazione (seriale, ethernet ecc.) allora si parla di macchine CNC.

## Comandi CNC
Generalmente la programmazione di queste macchine avviene usando un linguaggio standardizzato, il cosiddetto Codice G o "codice ISO", in riferimento allo standard ISO 6983, che stabilisce una base comune a tutte le macchine CNC; praticamente tutti i costruttori, però, estendono o modificano le funzioni ISO previste, per cui lo standard deve essere considerato dai programmatori una guida di massima, che va integrata con la manualistica della particolare macchina da programmare. A titolo di esempio ecco un semplice programma ISO per una generica fresatrice:
```
P00001 (PROGRAMMA ESEMPIO)
N10 G54 G01 G90 G80 G40 G94;
N20 S1000 F300; (mandrino 1000 giri/min - avanzamento assi 300
 
mm/min)
N30 M03 M08;    (start rotazione mandrino - accensione refrigerante)
N40 X100. Y100.;
N50 X0.;
N60 Y0.;
N70 X100.;
N80 Y100.;
N90 M05 M09;    (stop mandrino - stop refrigerante)
N100 M30;       (termine programma)
```

In linea di massima, i codici G determinano le modalità di lavoro, i codici M 
attivano o disattivano funzioni accessorie della macchina, mentre i codici X, Y, Z muovono gli assi corrispondenti della quantità (o alla quota) specificata.

## Sistemi di taglio digitale CNC e tagliatori a piano fisso
I sistemi di taglio digitale CNC, compresi i tagliatori a piano fisso e le macchine da taglio per stampa digitale, sono ampiamente utilizzati in settori come la grafica, la pubblicità, il packaging e il tessile. Queste macchine sono progettate per tagliare con precisione ed efficienza materiali come cartone, vinile, acrilico, schiuma e tessuti.
I sistemi moderni supportano diverse tecniche di taglio. Il taglio dritto con lame trascinate è adatto a materiali piatti, mentre il taglio a V consente di realizzare scanalature e angolature utilizzate frequentemente negli imballaggi e nelle esposizioni. Il taglio da rotolo permette la lavorazione continua di materiali alimentati in bobina, come tessuti e film plastici.
Gli strumenti per la cordonatura tracciano linee di piegatura per il confezionamento, mentre gli utensili per la perforazione creano linee tratteggiate per etichette e biglietti. Altre funzioni includono la marcatura con penne, la punzonatura e la sagomatura per tagli personalizzati, la fresatura di materiali rigidi come plastiche e compositi, il taglio oscillante per supporti spessi o resistenti e il taglio rotativo per materiali morbidi e fibrosi come i tessuti e i tessili tecnici